# Douanewet
De Douanewet was een Nederlandse wet in formele zin, waarin regels werden gegeven waarmee een goede werking wordt bewerkstelligd van door Nederland gesloten internationale overeenkomsten inzake douane. Wat deze overeenkomsten betreft kan onder meer worden gedacht aan:
1. Het Communautair Douanewetboek (CDW), oftewel: Verordening (EEG) nr. 2913/92 van de Raad van de Europese Gemeenschappen van 12 oktober 1992 tot vaststelling van het communautair douanewetboek (PbEG L 3020;
2. De Gecombineerde Nomenclatuur, oftewel: Verordening (EEG) nr. 2658/87 van de Raad van de Europese Gemeenschappen van 23 juli 1987 met betrekking tot de tarief- en statistieknomenclatuur en het gemeenschappelijk douanetarief (PbEG L 256);
3. Internationale overeenkomsten en autonome regelingen van de Europese Gemeenschappen op het gebied van tariefpreferenties, tariefschorsingen, tariefcontingenten en retaliatierechten;
4. Douanevrijstellingen, oftewel: Verordening (EEG) nr. 918/83 van de Raad van de Europese Gemeenschappen van 28 maart 1983 betreffende de instelling van een communautaire regeling inzake douanevrijstellingen (PbEG L 105);
5. Anti-dumpingmaatregelen, oftewel: Verordening (EG) nr. 384/96 van de Raad van 22 december 1995 betreffende beschermende maatregelen tegen invoer met dumping uit landen die geen lid zijn van de Europese Gemeenschap (PbEG L 056);
6. Anti-subsidiemaatregelen, oftewel: Verordening (EG) Nr. 2026/97 van de Raad van 6 oktober 1997 betreffende bescherming tegen invoer met subsidiëring uit landen die geen lid van de Europese Gemeenschap zijn (Pb EG L 288);
7. Verordeningen en besluiten op het gebied van heffingen van gelijke werking die bij de invoer van goederen van toepassing zijn;
8. Regelingen op het gebied van belastingen bij invoer die zijn vastgesteld in het kader van het gemeenschappelijk landbouwbeleid of in het kader van specifieke regelingen die op bepaalde door verwerking van landbouwproducten verkregen goederen van toepassing zijn;

## Wat werd geregeld in de Douanewet
De Douanewet bevatte onder meer regelgeving die betrekking heeft op:
Controlebepalingen:
- Controle van aangiften
- Administratieve verplichtingen
- Controle op de naleving van wettelijke bepalingen
- Douanetoezicht

Algemene bepalingen betreffende:
- Legitimatie
- Identificatie
- Bevoegdheid gebruik geweld Inspecteur
- bepalingen inzake briefgeheim
- Inroepbepalingen krijgsmacht en marechaussee

Bijzondere bepalingen inzake:
- Toelatingscriteria uitoefening functie douane-expediteur
- Grondslag kostenfacturering verificatiewerkzaamheden

Bepalingen inzake bestuurlijke boeten
Strafrechtelijke bepalingen 
Bepalingen inzake inbeslag- en inbewaringneming 
Overige bepalingen, onder meer betreffende:
- toepassingverklaring Communautair Douanewetboek op heffing compenserende rechten

## Algemene Douanewet
Per 1 augustus 2008 is de Douanewet vervangen door de Algemene douanewet.